# Thompsonia japonica
Thompsonia japonica är en kräftdjursart. Thompsonia japonica ingår i släktet Thompsonia och familjen Thompsoniidae. Inga underarter finns listade i Catalogue of Life.